# Le Legs de la faille
Le Legs de la faille (titre original : The Riftwar Legacy) est une tétralogie de fantasy écrite par Raymond Elias Feist.

## La série
Cette série comprend quatre tomes :
1. Krondor : La Trahison, 2006 ((en) Krondor: The Betrayal, 1998)
2. Krondor : Les Assassins, 2006 ((en) Krondor: The Assassins, 1999)
3. Krondor : La Larme des dieux, 2007 ((en) Krondor: Tear of the Gods, 2000)
4. (en) Jimmy and the Crawler, 2013

La série devait initialement comprendre deux autres tomes intitulés Krondor: The Crawler et Krondor: The Dark Mage. À la suite de problèmes de droits concernant les jeux vidéo, ces romans n'ont jamais été écrits. En janvier 2012, Raymond E. Feist a déclaré travailler sur un quatrième tome concluant la série et intitulé Jimmy and the Crawler.

## Repères
On retrouve Jimmy, Pug et Locklear et d'autres personnages, neuf ans après la chute de Sethanon, face à de terribles puissances qui menacent à nouveau le Royaume des Isles.
C'est un Moredhel, un elfe noir, nommé Gorath qui annonce les mauvaises nouvelles ; et les Faucons de la nuit font à nouveau parler d'eux alors qu'on les croyait anéantis.
Les Six, un mystérieux groupe de magiciens, sont également une menace.